# Gundimadu, Holalkere
Gundimadu là một làng thuộc tehsil Holalkere, huyện Chitradurga, bang Karnataka, Ấn Độ.